# ワキソ県

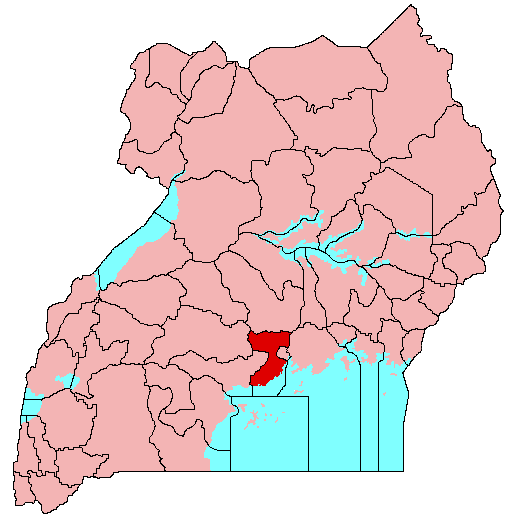
ワキソ県と2001年から2005年の県境

ワキソ県 (ワキソけん、Wakiso District) はウガンダ南部、ブガンダ中部の県。ブガンダの初期からの領地にあたり、カンパラ（カンパラ県）を取り囲んで西に位置し、西にブシロ郡、東にキャンドンド郡が置かれている。2000年11月28日にムピジ県から東部が分割され設置された。2002年の国勢調査人口は 957,280 人でカンパラに次いで多い。面積は 2,704 km²で、南部のエンテベは郡と同格の市で、副郡と同格のA,B2区が置かれ、ブシロ郡にワキソTCを含め9、キャンドンド郡に6の計17副郡が置かれている。知事に相当する第5地域議会 (LC5) 議長はイアン・チェユネ。

## 隣接する県
東にムコノ県、北にルウェロ県、北西にナカセケ県、ミティアナ県、ヴィクトリア湖で南にカランガラ県と接する。